# Irene Heine
Irene Carlsson Heine, född 1950 i Arvika, är en svensk målare och bildlärare. Hon är syster till keramikern Ulla Carlsson. 
Irene Heine studerade vid Konstfackskolan i Stockholm. Hon har medverkat i samlingsutställningar på Stockholms stadsmuseum, Liljevalchs konsthall, Kulturhuset i Stockholm, Uppsala museum, Eskilstuna konstmuseum och på Värmlands museum.
Hon har tilldelats stipendium från Konstfackskolan, Författarfonden 1981, 1985 och 1986 samt Bildkonstnärsfonden 1979 och 1987.
Heine är representerad vid Värmlands läns landsting och Upplands-Väsby kommun.